# Хойсешть (Ясси)
Хойсешть, Хойсешті (рум. Hoisești) — село у повіті Ясси в Румунії. Входить до складу комуни Думешть.
Село розташоване на відстані 321 км на північ від Бухареста, 20 км на захід від Ясс.

## Населення
За даними перепису населення 2002 року у селі проживали 858 осіб, усі — румуни. Усі жителі села рідною мовою назвали румунську.